# Кавголовское озеро
Ка́вголовское (устар. Кавголово, фин. Kaukolanjärvi) — озеро, расположенное на Карельском перешейке во Всеволожском районе Ленинградской области, к северо-западу от центра посёлка Токсово.
Название переводится как «Дальнее озеро» (см. Каукола).
Площадь зеркала озера 6,8 км², водосборная площадь 31,7 км². Высота над уровнем моря — 55,7 м. Средняя глубина — 2,5 м, наибольшая — около 3,5 м, толщина ила — 1 м.
Озеро находится на искусственном подпоре: на южном побережье имеется бетонная плотина с водосливом в Токсовский проток (речку Токса) — левый приток Охты.
Гидротехнические сооружения на токсовских озёрах, включая Кавголовское и Хепоярви (каналы, плотины), регулирующие пополнение водой Охты для функционирования Петербургского порохового завода, были построены в XVIII веке. Позднее они утратили значение и деградировали, кроме упомянутой плотины у истока Токсы.
До этого строительства южная часть (~ 0,5 км от края) нынешнего озера представляла собой отдельное небольшое озеро; затем она стала заливом, именуемым Сярюнлахти.
На южном берегу Кавголовского озера была обнаружена стоянка первобытных людей.
На восточном берегу расположен железнодорожный остановочный пункт Кавголово. Восточный берег является популярным местом пляжного отдыха петербуржцев; другие берега менее удобны для купания ввиду заболоченности. Зимой на платформу Кавголово приезжают лыжники (поблизости много лыжных баз).
Озеро отделено от озера Курголовского перешейком, по названию Папинтайпале, по которому проходит железнодорожное полотно Приозерского направления между платформами Кавголово и Осельки. В южной части перешеек пересекает протока, соединяющая Курголовское и Кавголовское озёра; через протоку переброшен железнодорожный мост.
Акватория озера вместе с прилегающим к ней на западе лесом является одним из трёх участков природного парка «Токсовский», имеющего статус особо охраняемой природной территории (ООПТ) регионального значения. Поблизости находится ещё один участок этой же ООПТ, а также другая ООПТ — памятник природы «Токсовские высоты» (у юго-восточного берега).